# Max Reich (Physiker)

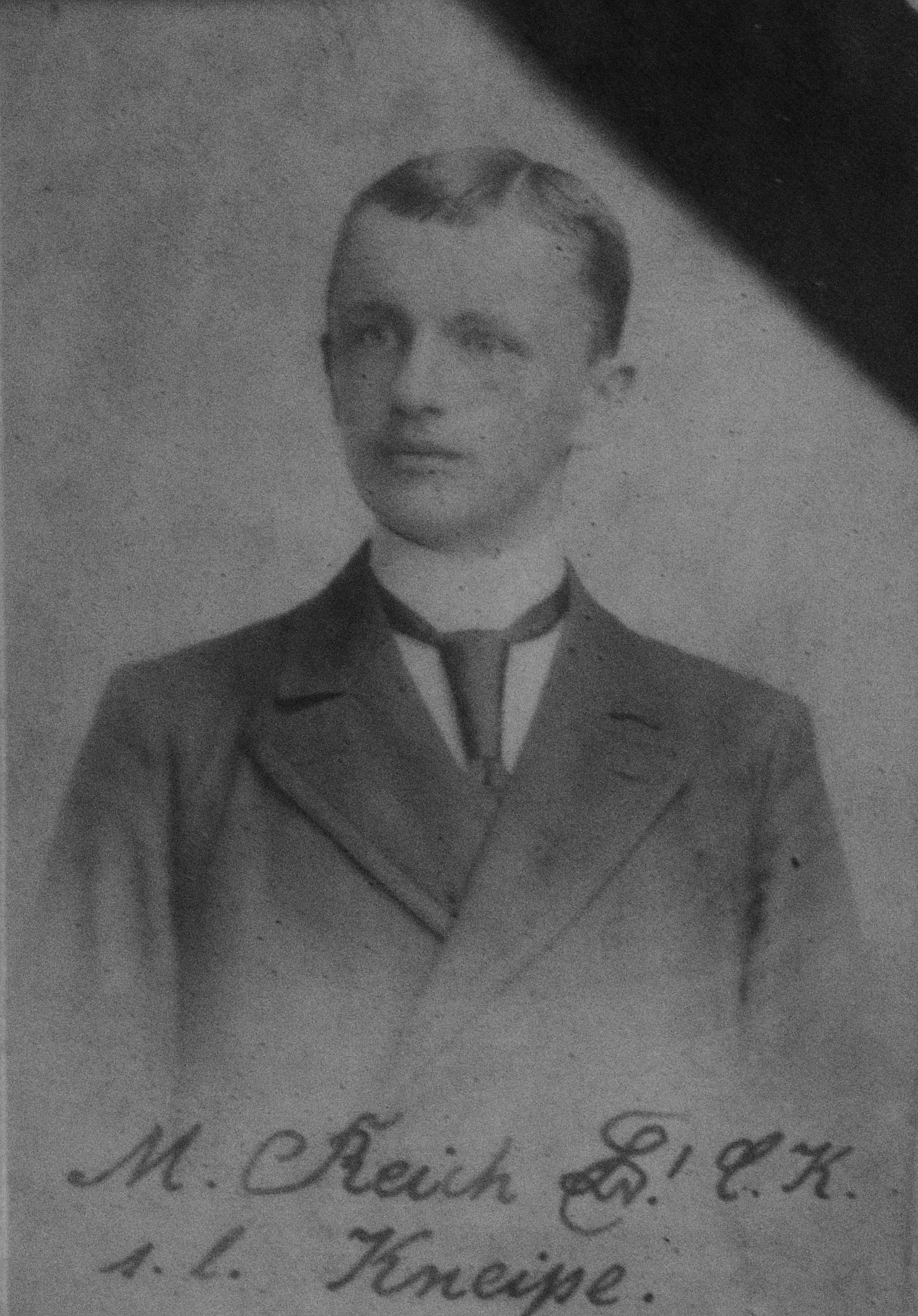
Max Reich als Verbindungsstudent (1894)

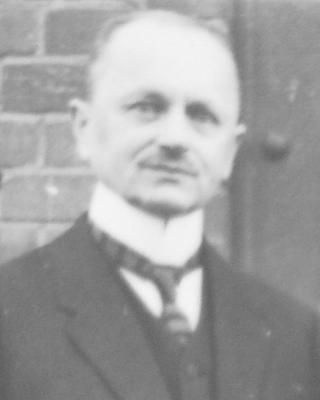
Max Reich, Göttingen 1923

Max Gustav Hermann Reich  (* 16. Mai 1874 in Görlitz; † 20. Januar 1941 in Göttingen) war ein deutscher Physiker.

## Leben und Werk
Reich studierte Physik in Heidelberg und Berlin, wo er 1899 bei Emil Warburg promoviert (Über elektrische Leitung reiner Substanzen) wurde. In Heidelberg trat Reich der Verbindung Leonensia bei. 1900 ging er zu Hermann Theodor Simon am Physikalischen Verein in Frankfurt am Main und folgte diesem auch 1905 an das damals neu gegründete Institut für Angewandte Elektrizität nach Göttingen, bevor er nach Jena ging, wo er sich habilitierte und forschte.
Nach seiner Habilitation verließ er Jena und ging 1909 zum Aufbau der Radioelektrischen Versuchsanstalt für Heer und Marine nach Göttingen, die er leitete. Im Sommer 1910 nahm er an der Studienreise der Zeppelin-Expedition nach Spitzbergen teil, die das Ziel hatte, die Möglichkeiten einer Erforschung der Arktis mit dem Luftschiff zu erkunden. 1914 wurde er Professor. Während des Ersten Weltkriegs war er zunächst Hauptmann der Artillerie und unternahm ab 1915 Torpedoversuche für die Kaiserliche Marine in Kiel (Leiter des Torpedo-Versuchskommandos). Dort war er auch am Einsatz der mit Simon entwickelten Lichttelegraphie und Lichttelefonie (über eine sprechende Bogenlampe) beteiligt, von der man sich beim Militär eine abhörsichere drahtlose Kommunikation versprach.
Danach ging er wieder nach Göttingen, wo er als Nachfolger des 1918 verstorbenen H. T. Simon zunächst dessen Vertretung und 1920 die Leitung des Instituts für Angewandte Elektrizität übernahm. 1920 wurde er ordentlicher Professor (erst außerordentlicher Professor, im selben Jahr erhielt er aber auch ein persönliches Ordinariat) für angewandte Elektrizität. Vom Wintersemester 1932/33 bis 1937 war er Dekan der mathematisch-naturwissenschaftlichen Fakultät. Zum 1. Mai 1933 trat er der NSDAP bei (Mitgliedsnummer 2.374.362). Auch 1939 war er wieder in der militärischen Forschung (Leiter des Nachrichtenmittelversuchskommandos der Marine) und auch schon vorher arbeitete er an seinem Institut mit dem Heereswaffenamt zusammen. 1940 ging er offiziell in den Ruhestand.
Neben der Funktechnik befasste er sich mit vielen anderen elektrischen Anwendungen wie Piezoelektrizität, Glühemission, Lichtbögen, Elektroakustik und mit Vakuumtechnik.
Seit 1937 war er ordentliches Mitglied der Göttinger Akademie der Wissenschaften. Er erhielt die Gauß-Weber-Medaille der Universität Göttingen.